# Huangbai, Sichuan
Huangbai (kinesiska: 黄柏乡, 黄柏) är en socken i Kina. Den ligger i provinsen Sichuan, i den sydvästra delen av landet, omkring 450 kilometer söder om provinshuvudstaden Chengdu. Antalet invånare är 1 312. Befolkningen består av 632 kvinnor och 680 män. Barn under 15 år utgör 37 %, vuxna 15-64 år 57 %, och äldre över 65 år 4,0 %.
Genomsnittlig årsnederbörd är 1 047 millimeter. Den regnigaste månaden är juli, med i genomsnitt 266 mm nederbörd, och den torraste är januari, med 4 mm nederbörd.